# Vitamin A
 Der er for få eller ingen kildehenvisninger i denne artikel, hvilket er et problem. Du kan hjælpe ved at angive troværdige kilder til de påstande, som fremføres i artiklen.

A-vitamin er et fedtopløseligt vitamin. I kosten er de vigtigste former for A-vitamin retinol, retinal og retinoinsyre som primært findes i fødevarer af animalsk oprindelse og karotener fra planteriget, hvoraf beta caroten er den vigtigste. De kan alle omdannes til retinol i kroppen.
Beta caroten, der er et forstadie til A-vitamin, findes bl.a. i hyben og gulerødder.
Fedtopløseligheden indebærer, at det kan ophobes i kroppens fedtvæv, samt i leveren, hvor det kan opbevares forholdsvis længe til kroppens senere brug.
A-vitamin er nødvendigt for produktion af hormonet progesteron.

A-vitamins påståede gavnlighed:
- Udvikling og bevarelse af et godt syn
- Normal vækst og knogledannelse
- Glat hud og slimhinder
- Hormondannelse
- Modstandskraft over for infektioner og kræft
- Dannelsen af nye sædceller
- Smagssansen